# Campeonato Mundial de Halterofilismo de 2019 - Até 59 kg feminino
A categoria até 59 kg feminino foi um evento do Campeonato Mundial de Halterofilismo de 2019, disputado no Centro Nacional de Treinamento Esportivo Oriental, em Pattaya, na Tailândia, entre 20 e 21 de setembro de 2019. 

## Calendário
Horário local (UTC+7)
| Dia            | Horário | Fase    |
| -------------- | ------- | ------- |
| 20 de setembro | 10:00   | Grupo D |
| 20 de setembro | 22:30   | Grupo C |
| 21 de setembro | 12:00   | Grupo B |
| 21 de setembro | 17:55   | Grupo A |

## Medalhistas
| Evento    | Ouro                 | Ouro   | Prata                | Prata  | Bronze             | Bronze |
| --------- | -------------------- | ------ | -------------------- | ------ | ------------------ | ------ |
| Arranque  | Choe Hyo-sim (PRK)   | 107 kg | Kuo Hsing-chun (TPE) | 106 kg | Chen Guiming (CHN) | 101 kg |
| Arremesso | Kuo Hsing-chun (TPE) | 140 kg | Choe Hyo-sim (PRK)   | 138 kg | Chen Guiming (CHN) | 132 kg |
| Total     | Kuo Hsing-chun (TPE) | 246 kg | Choe Hyo-sim (PRK)   | 245 kg | Chen Guiming (CHN) | 233 kg |

## Recordes
Antes desta competição, o recorde mundial da prova era o seguinte:
| Recorde         | Tipo      | Atleta               | Peso   | Local  | Data                |
| Recorde Mundial | Arranque  | Kuo Hsing-chun (TPE) | 106 kg | Liampó | 23 de abril de 2019 |
| Recorde Mundial | Arremesso | Kuo Hsing-chun (TPE) | 137 kg | Liampó | 23 de abril de 2019 |
| Recorde Mundial | Total     | Kuo Hsing-chun (TPE) | 243 kg | Liampó | 23 de abril de 2019 |

Os seguintes novos recordes foram estabelecidos durante esta competição.
| Arranque  | 107 kg | Choe Hyo-sim (PRK)   | Recorde mundial |
| Arremesso | 138 kg | Choe Hyo-sim (PRK)   | Recorde mundial |
| Arremesso | 140 kg | Kuo Hsing-chun (TPE) | Recorde mundial |
| Total     | 245 kg | Choe Hyo-sim (PRK)   | Recorde mundial |
| Total     | 246 kg | Kuo Hsing-chun (TPE) | Recorde mundial |

## Resultado
Os resultados foram os seguintes. 
| Pos.              | Atleta                        | Grupo | Arranque (kg) | Arranque (kg) | Arranque (kg) | Arranque (kg)     | Arremesso (kg) | Arremesso (kg) | Arremesso (kg) | Arremesso (kg)    | Total |
| Pos.              | Atleta                        | Grupo | 1             | 2             | 3             | Resultado         | 1              | 2              | 3              | Resultado         | Total |
| ----------------- | ----------------------------- | ----- | ------------- | ------------- | ------------- | ----------------- | -------------- | -------------- | -------------- | ----------------- | ----- |
| Medalha de ouro   | Kuo Hsing-chun (TPE)          | A     | 103           | 106           | 106           | Medalha de prata  | 133            | 137            | 140            | Medalha de ouro   | 246   |
| Medalha de prata  | Choe Hyo-sim (PRK)            | A     | 100           | 104           | 107           | Medalha de ouro   | 130            | 135            | 138            | Medalha de prata  | 245   |
| Medalha de bronze | Chen Guiming (CHN)            | A     | 97            | 101           | 103           | Medalha de bronze | 127            | 132            | 138            | Medalha de bronze | 233   |
| 4                 | Rosive Silgado (COL)          | A     | 93            | 96            | 98            | 6                 | 121            | 126            | 128            | 4                 | 222   |
| 5                 | Mikiko Ando (JPN)             | A     | 93            | 96            | 98            | 7                 | 123            | 126            | 128            | 5                 | 222   |
| 6                 | Zoe Smith (GBR)               | A     | 93            | 96            | 96            | 12                | 119            | 123            | 123            | 6                 | 216   |
| 7                 | Yusleidy Figueroa (VEN)       | B     | 90            | 93            | 95            | 10                | 120            | 122            | 122            | 7                 | 215   |
| 8                 | Rebeka Koha (LAT)             | A     | 92            | 95            | 97            | 4                 | 112            | 115            | 118            | 12                | 215   |
| 9                 | Hoàng Thị Duyên (VIE)         | B     | 96            | 96            | 96            | 5                 | 112            | 115            | 118            | 10                | 214   |
| 10                | Janeth Gómez (MEX)            | A     | 92            | 95            | 98            | 9                 | 114            | 118            | 121            | 11                | 213   |
| 11                | Quisia Guicho (MEX)           | B     | 89            | 91            | 93            | 16                | 118            | 122            | 123            | 9                 | 209   |
| 12                | Dora Tchakounté (FRA)         | B     | 88            | 92            | 96            | 13                | 110            | 110            | 114            | 14                | 206   |
| 13                | Alexandra Escobar (ECU)       | C     | 85            | 87            | 90            | 17                | 105            | 110            | 115            | 13                | 205   |
| 14                | Izabella Yaylyan (ARM)        | B     | 88            | 88            | 92            | 14                | 110            | 114            | 115            | 15                | 202   |
| 15                | Kim So-hwa (KOR)              | B     | 89            | 92            | 92            | 15                | 109            | 112            | 112            | 17                | 201   |
| 16                | Hunter Elam (USA)             | B     | 90            | 93            | 93            | 18                | 110            | 110            | 114            | 16                | 200   |
| 17                | Maria Grazia Alemanno (ITA)   | B     | 90            | 92            | 93            | 11                | 105            | 110            | 110            | 22                | 198   |
| 18                | Tali Darsigny (CAN)           | B     | 89            | 92            | 92            | 19                | 108            | 108            | 108            | 18                | 197   |
| 19                | Ine Andersson (NOR)           | C     | 82            | 85            | 87            | 20                | 103            | 106            | 110            | 19                | 193   |
| 20                | Jessica Lucero (USA)          | B     | 86            | 86            | 86            | 22                | 101            | 105            | 108            | 23                | 191   |
| 21                | Sol Anette Waaler (NOR)       | C     | 82            | 82            | 82            | 26                | 105            | 107            | 107            | 21                | 187   |
| 22                | Saara Leskinen (FIN)          | B     | 86            | 86            | 89            | 21                | 101            | 107            | 107            | 27                | 187   |
| 23                | Erika Yamasaki (AUS)          | C     | 80            | 83            | 83            | 29                | 102            | 106            | 106            | 20                | 186   |
| 24                | Johanni Taljaard (RSA)        | C     | 83            | 84            | 88            | 23                | 100            | 101            | 104            | 26                | 185   |
| 25                | Þuríður Helgadóttir (ISL)     | D     | 72            | 75            | 80            | 27                | 95             | 101            | 103            | 24                | 183   |
| 26                | Olivia Blatch (GBR)           | C     | 80            | 82            | 82            | 25                | 101            | 104            | 104            | 25                | 183   |
| 27                | Amalie Løvind (DEN)           | C     | 79            | 82            | 85            | 24                | 100            | 104            | 104            | 31                | 182   |
| 28                | Jenly Tegu Wini (SOL)         | C     | 80            | 82            | —             | 28                | 100            | 104            | —              | 29                | 180   |
| 29                | Margaret Colonia (PHI)        | C     | 73            | 77            | 80            | 30                | 100            | 105            | 105            | 30                | 180   |
| 30                | Marceeta Marlyne Marcus (MAS) | D     | 70            | 70            | 73            | 32                | 95             | 100            | 102            | 28                | 173   |
| 31                | Jacinta Sumagaysay (GUM)      | D     | 65            | 70            | 73            | 34                | 85             | 90             | 95             | 32                | 165   |
| 32                | Scheila Meister (SUI)         | D     | 70            | 74            | 74            | 31                | 83             | 87             | 92             | 33                | 161   |
| 33                | Ivana Gorišek (CRO)           | D     | 70            | 71            | 71            | 33                | 81             | 83             | 84             | 35                | 155   |
| 34                | Dayanara Calma (GUM)          | D     | 66            | 66            | 66            | 35                | 85             | 88             | 90             | 34                | 151   |
| 35                | Magdeline Moyengwa (BOT)      | D     | 65            | 68            | 68            | 36                | 82             | 82             | 82             | 36                | 147   |
| —                 | María Lobón (COL)             | A     | 95            | 98            | 98            | 8                 | 120            | 120            | 120            | —                 | —     |
| —                 | Boyanka Kostova (AZE)         | A     | 103           | 103           | 103           | —                 | 120            | 125            | —              | 8                 | —     |